# Boyne
Boyne (anglicky River Boyne, anglicky Abhainn na Boine) je řeka ve východním Irsku. Měří 112 km a teče územím irské provincie Leinster.

## Tok

### Pramen
Řeka vytéká z tzv. Trinity Well v lokalitě Newbury Hall na úpatí vrchu Carbury Hill (142 m n. m.), na území obce Carbury v hrabství Kildare.

### Průběh toku
Od pramene teče řeka zprvu obloukem prohnutým na jih západním směrem, severozápadně od města Edenderry se stáčí na sever a tvoří tak přirozenou hranici mezi hrabstvími Kildare a Offaly. Po přítoku Yellow River pokračuje na severovýchod, tvoříce hranici mezi hrabstvím Kildare a Meath, až k místu, kde se křižuje s korytem Royal Canalu, odtud teče přechodně na sever až k soutoku s vodním tokem tekoucím přes Ballivor, přičemž se několikrát esovitě stáčí. Pak koryto řeky popisuje tvar písmene „S“ a po přítoku řeky Knightsbrook teče znovu na severovýchod. U obce Dowdstown mění směr toku na sever až k městu Navan, kde po soutoku s nejvýznamnějším přítokem, Blackwater zleva, se stáčí a severovýchodním směrem teče k městu Slane. Odtud směřuje východním směrem přes historické území údolí Boyne, pak se esovitě stáčí a pokračuje v blízkosti místa bitvy na řece Boyne na pravém břehu. Zde řeka protéká poblíž megalitického komplexu Brú na Bóinne. Dále už pokračuje východním směrem k ústí, přičemž podteká dálnici M1 a železniční trať Dublin–Belfast a protéká ještě přes Droghedu, kde výrazně rozšiřuje své koryto.

### Přítoky
- Levostranné: Yellow River, Kilwarden, Deel, Stonyford, Tremblestown, Clady, Blackwater, Mattock
- Pravostranné: Garr, Glash, Blackwater, Knightsbrook, Boycetown

### Města
Boyne postupně protéká přes následující města:
- Edenderry
- Trim
- Navan
- Slane
- Drogheda

### Ústí
Boyne se vlévá do Irského moře mezi obcemi Mornington a Baltray (na východ od města Drogheda). Poslední část toku tvoří přirozenou hranici mezi hrabstvími Meath a Louth.

## Využití
Řeka je splavná v délce 31 km mezi městy Navan a Drogheda, dalších cca 17 km mezi Droghedou a ústím je splavných v závislosti na stavu vodní hladiny. V Boyne se loví pstruzi potoční, cejni, okouni, štiky, plotice a lososi.